# Karol II Parmeński
Karol II, wł. Carlo II, właśc. Karol Ludwik Ferdynand Burbon-Parmeński, wł. Carlo Ludovico Ferdinando di Borbone di Parma e Piacenza, (ur. 22 grudnia 1799 w Madrycie, zm. 16 kwietnia 1883 w Nicei) – król Etrusków w 1803–1807 jako Ludwik II (wł. Ludovico II), książę Lukki w 1824–1847 jako Karol Ludwik (wł. Carlo Ludovico), następnie Parmy i Piacenzy w 1847–1849 jako Karol II.
Urodził się w Madrycie jako jedyny syn Ludwika I, księcia Piacenzy (syna-następcy Ferdynanda I Parmeńskiego) i jego żony Marii Ludwiki Burbon, infantki hiszpańskiej, córki Karola IV.

## Król Etrurii
W 1796 Napoleon Bonaparte podbił większość Włoch i księstwo Parmy należące do dziadka Karola zostało przyłączone do Francji. Napoleon, któremu zależało na pozyskaniu Hiszpanii jako sojusznika przeciwko Anglii, 21 marca 1801, zrekompensował rodzinie Burbonów utratę ziem, dając jej we władanie Etrurię (stworzoną z części Wielkiego Księstwa Toskanii). Ojciec Ludwika został w Paryżu koronowany na króla Etrurii. a Karol został koronowanym księciem i następcą tronu. Po śmierci ojca w 1803, Karol został królem Ludwikiem II, a regentką została jego matka. W 1807, Napoleon rozwiązał królestwo i przeniósł młodego króla razem z jego matką do Francji. Karolowi obiecano w zamian tron nowego Królestwa Północnej Luzitanii (w północnej Portugalii). Plan ten nie został zrealizowany, ponieważ w 1808 między Napoleonem a hiszpańskimi Burbonami wybuchł otwarty konflikt.

## Książę Lukki

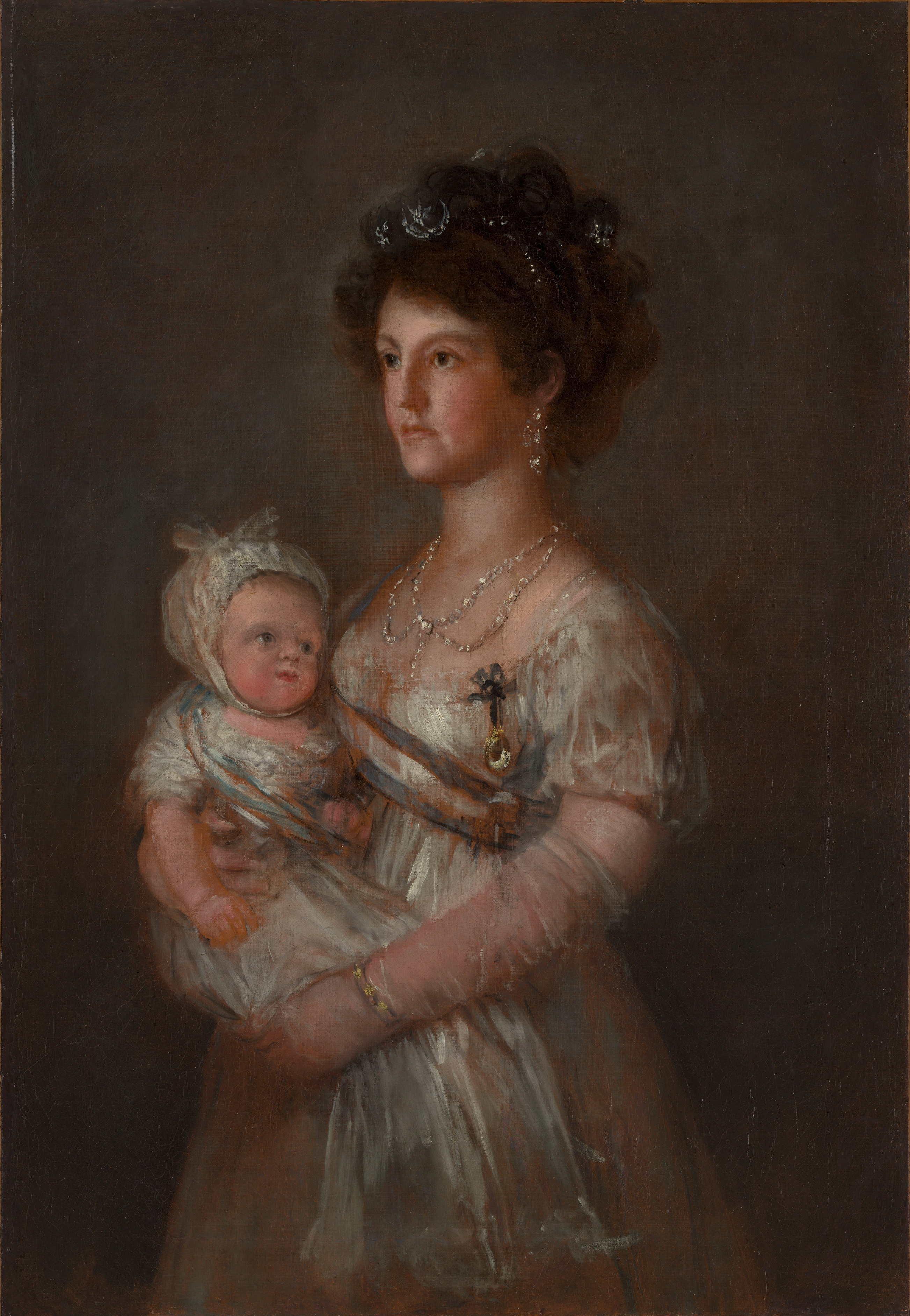
Mały Karol ze swoją matką – szkic do obrazu Rodzina Karola IV Goi

Po upadku Napoleona w 1815, rodzina Burbonów nie została przywrócona na tron księstwa Parmy. Zamiast tego księstwo oddano żonie Napoleona – cesarzowej Marii Ludwice. Kongres wiedeński zdecydował o przyznaniu matce Karola Księstwa Lukki – sam Karol Ludwik otrzymał tytuł księcia Lukki i został następcą tronu (jego matka zmarła w 1824). Parmę miał otrzymać dopiero po śmierci cesarzowej, co ostatecznie nastąpiło w 1847 (księstwo Lukka zostało wtedy włączone do Wielkiego Księstwa Toskanii).
5 września 1820, w Lucce Karol Ludwik poślubił Marię Teresę, księżniczkę sabaudzką (1803–1879), córkę króla Wiktora Emanuela I i Marii Teresy Habsburg-Este. Para ta była niedobrana i właściwie żyła osobno. Miała tylko dwoje dzieci:
- Luisę (29 października 1821 – 8 września 1823),
- Karola III, księcia Parmy (1823–1854)

## Książę Parmy
W marcu 1848 w Parmie wybuchła rewolucja, wobec czego 19 kwietnia 1848, abdykował. Wojska austriackie przywróciły Karola na tron, ale 17 maja 1849 abdykował ponownie na rzecz swojego jedynego syna – Karola. Resztę życia spędził we Francji, gdzie używał tytułu hrabiego Villafranca. Jego żona została we Włoszech i zmarła w 1879. Karol zmarł w Nicei.

## Odznaczenia
- Łańcuch Orderu Konstantyńskiego Świętego Jerzego (Parma)[1][2]
- Krzyż Wielki Orderu Świętego Ludwika (Parma)[2]
- Krzyż Wielki Orderu Świętego Stefana (Austria)[1][2]
- Order Świętego Januarego (Sycylia)[3]
- Krzyż Wielki Orderu Świętego Ferdynanda (Sycylia)[3]
- Order Ducha Świętego (Francja, 1816)[1][2][4]
- Order Świętego Michała (Francja)[1][2]
- Order Złotego Runa (Hiszpania)[1][2]
- Order Karola III (Hiszpania)
- Order Annuncjaty (Sardynia, 1820)[5] nadany przez Wiktora Emanuela I króla Sardynii[6]